# Tischtennisweltmeisterschaft 1935
Die 9. Tischtennisweltmeisterschaft fand vom 8. bis 16. Februar 1935 in London (England) statt. Wegen der vielen Teilnehmer wurden die Wettkämpfe an mehreren verschiedenen Spielorten ausgetragen. Organisiert wurde die WM von W.J. Pope, Arthur Kingsley Vint und Ivor Montagu.

## Übersicht
Im Vorfeld gab es große politisch bedingte Probleme. Aus Angst vor der Judenfeindlichkeit in Deutschland nahm die ungarische Delegation einen Umweg. Die Anreise durfte nicht durch Deutschland erfolgen, weil einige der Ungarn Juden waren (Barna, Szabados, Bellák). Auch die indische Mannschaft hatte bei der Quartiersuche in England Probleme, weil „Farbige“ nicht gern gesehen waren. Der Deutsche Tischtennis-Bund verzichtete wieder darauf, eine Herrenmannschaft zu stellen. Damit protestierte man dagegen, dass Irland, Nordirland und Wales mit jeweils eigenen Mannschaften antraten.
Mehr als 10.000 Zuschauer verfolgten die Wettkämpfe. Erstmals waren auch die USA dabei – insgesamt 17 Nationen waren am Start. Daher spielte man bei den Herrenmannschaften in zwei Gruppen. In Gruppe A belegte Ungarn den 1. Platz vor Österreich, in Gruppe B gewann die Tschechoslowakei. Das Endspiel gewannen erneut die Ungarn und wurden damit zum achten Mal Weltmeister.
Im Herreneinzel holte sich Victor Barna (Ungarn) zum vierten Mal hintereinander den Weltmeistertitel. Es war sein letzter Titel im Einzelwettbewerb. Das Endspiel gegen Miklós Szabados war hart umkämpft, es musste zweimal unterbrochen werden: Im zweiten Satz fiel Szabados gegen eine Barriere und musste ärztlich behandelt werden. Später musste Barna wegen Krämpfen in den Fingern massiert werden. Im Mai 1935 erlitt Barna bei einem Autounfall schwere Verletzungen am rechten Arm. Dies beendete vorerst seine Karriere. Trotzdem sollte er 1939 nochmals Weltmeister im Doppel werden.
Bei den Damenmannschaften belegte Deutschland diesmal nur den 3. Platz hinter der Tschechoslowakei und Ungarn. Im Dameneinzel verteidigte Marie Kettnerová ihren Titel.

## Sonstiges
- In London ändert der Tischtennis-Weltverband ITTF seine Statuten: Es wird nicht mehr unterschieden zwischen „Amateur“ und „Professional“. Stattdessen gibt es nur noch „Spieler“.
- Obwohl Mária Mednyánszky schwanger war, bestand der ungarische Verband auf ihrer Teilnahme.[1]

## Ergebnisse
| Wettbewerb        | Rang | Sieger                                                                                           |
| ----------------- | ---- | ------------------------------------------------------------------------------------------------ |
| Mannschaft Herren | 1.   | Ungarn (Victor Barna, László Bellák, Tibor Házi, István Kelen, Miklós Szabados)                  |
| Mannschaft Herren | 2.   | Tschechoslowakei (Karel Svoboda, Stanislav Kolář, Miloslav Hamer, Viktor Tobiasch, Bohumil Váňa) |
| Mannschaft Herren | 3.   | Polen (Aloizy Ehrlich, W. Loewenhertz, Simon Pohoryles, Wajnsztok)                               |
| Mannschaft Herren | 3.   | Österreich (Alfred Liebster, Erwin Kohn, Karl Sediwy, Terry Weiss)                               |
| Mannschaft Herren | 9.   | Schweiz (E.Crivelli, L.Furno, Ferdinand Loubet, P.Tagliabue)                                     |
| Mannschaft Damen  | 1.   | Tschechoslowakei (Marie Kettnerová, Gertrude Kleinová, Marie Šmídová-Masakova)                   |
| Mannschaft Damen  | 2.   | Ungarn (Anna Sipos, Mária Mednyánszky, Magda Gál)                                                |
| Mannschaft Damen  | 3.   | Deutschland (Anita Felguth, Astrid Krebsbach, Hilde Bussmann)                                    |
| Mannschaft Damen  | 7.   | Schweiz (Margrit Isely, Betty Wyss)                                                              |
| Herren Einzel     | 1.   | Victor Barna – HUN                                                                               |
| Herren Einzel     | 2.   | Miklós Szabados – HUN                                                                            |
| Herren Einzel     | 3.   | Aloizy Ehrlich – POL                                                                             |
| Herren Einzel     | 3.   | Erwin Kohn – AUT                                                                                 |
| Damen Einzel      | 1.   | Marie Kettnerová – TCH                                                                           |
| Damen Einzel      | 2.   | Magda Gál – HUN                                                                                  |
| Damen Einzel      | 3.   | Marcelle Delacour – FRA                                                                          |
| Damen Einzel      | 3.   | Marie Šmídová-Masakova – TCH                                                                     |
| Herren Doppel     | 1.   | Victor Barna/Miklós Szabados – HUN                                                               |
| Herren Doppel     | 2.   | Alfred Liebster – AUT/Adrian Haydon – ENG                                                        |
| Herren Doppel     | 3.   | Raoul Bedoc/Daniel Guerin – FRA                                                                  |
| Herren Doppel     | 3.   | László Bellák/István Kelen – HUN                                                                 |
| Damen Doppel      | 1.   | Mária Mednyánszky/Anna Sipos – HUN                                                               |
| Damen Doppel      | 2.   | Marie Kettnerová/Marie Šmídová-Masáková – TCH                                                    |
| Damen Doppel      | 3.   | L. Booker – ENG/Hilde Bussmann – GER                                                             |
| Damen Doppel      | 3.   | Anita Felguth/Astrid Krebsbach – GER                                                             |
| Mixed             | 1.   | Victor Barna/Anna Sipos – HUN                                                                    |
| Mixed             | 2.   | Stanislav Kolář/Marie Kettnerová – TCH                                                           |
| Mixed             | 3.   | Miklós Szabados/Mária Mednyánszky – HUN                                                          |
| Mixed             | 3.   | Adrian Haydon/Margaret Osborne – ENG                                                             |

## Medaillenspiegel
| Rang  | Land             | Gold | Silber | Bronze | Gesamt |
| ----- | ---------------- | ---- | ------ | ------ | ------ |
| 1     | Ungarn           | 5    | 3      | 2      | 10     |
| 2     | Tschechoslowakei | 2    | 3      | 1      | 6      |
| 3     | Österreich       | 0    | 0,5    | 2      | 2,5    |
| 4     | England          | 0    | 0,5    | 1      | 1,5    |
| 5     | Deutsches Reich  | 0    | 0      | 3      | 3      |
| 6     | Polen            | 0    | 0      | 2      | 2      |
| 6     | Frankreich       | 0    | 0      | 2      | 2      |
| Total | Total            | 7    | 7      | 13     | 27     |